# Jewgeni Petrowitsch Klewzow
Jewgeni Petrowitsch Klewzow (russisch Евгений Петрович Клевцов; * 8. März 1929 in Obojan, Sowjetunion; † 24. März 2003) war ein sowjetischer Radrennfahrer.

## Sportliche Laufbahn
Im Jahr 1948 begann Klewzow mit dem Radsport. Bei nationalen Radsportereignissen trat Klewzow mit dem Gewinn des Vier-Etappenrennens Sotschi-Rundfahrt und der nationalen Meisterschaft im Mannschaftszeitfahren 1958 in Erscheinung. In jener Saison wurde er auch Vizemeister im Straßenrennen. Seine internationale Karriere begann der 1,77 Meter große Staatsamateur bereits 1952 bei den Olympischen Sommerspielen in Helsinki. Klewzow wurde im olympischen Straßenrennen eingesetzt. Als einziger von vier sowjetischen Fahrern fuhr er das Einzelrennen zu Ende und kam auf den 40. Platz, der Vierer der Sowjetunion kam nicht in die Mannschaftswertung. Bei den Olympischen Sommerspielen 1960 in Rom gehörte der schon 31-jährige Klewzow erneut zum Radsportaufgebot der Sowjetunion. Wieder startete er im Einzel- wie im Mannschaftsrennen auf der Straße, wurde diesmal in der Einzeldisziplin unter 76 gewerteten Aktiven 33. und gewann im Mannschaftszeitfahren die Bronzemedaille. 1960 nahm Klewzow auch an der Straßen-Weltmeisterschaft auf dem Sachsenring teil und wurde in der Einzeldisziplin als zweitbester Sowjetfahrer Fünfter.
Bei dem zu dieser Zeit größten internationalen Amateur-Straßenrennen, der Dreiländer-Etappentour Internationale Friedensfahrt wurde Klewzow viermal eingesetzt. Sein Debüt gab er 1954 und wurde unter 77 gewerteten Teilnehmern 43. und Fünfter von sechs sowjetischen Fahrern. Bei seinem zweiten Friedensfahrtauftritt 1956 gewann er die letzte Etappe und wurde, nachdem er zuvor schon einen zweiten und einen dritten Platz erreicht hatte, in der Schlusswertung 30. Um einen Platz konnte er sich bei der 1957er Tour verbessern und hatte diesmal mit einem dritten Etappenplatz sein bestes Ergebnis. Zum letzten Mal nahm Klewzow 1958 an der Friedensfahrt teil. Als Ältester seiner Mannschaft stand er mit zwei zweiten und einem dritten Platz dreimal auf dem Siegerpodest, am Ende reichte es aber als zweitschlechtestes Mannschaftsmitglied nur zu Rang 33. Während seiner Laufbahn startete er für ZSKA Moskau.